# 墜入愛河
坠入爱河是美国创作型歌手泰勒·斯威夫特的一首歌曲，收录于她的第五张录音室专辑《1989》的豪华版中，并由大机器唱片于2015年2月24日在iTunes Store上以独家下载形式发布。斯威夫特与杰克·安东诺夫一同创作和制作了这首歌曲，而安东诺夫与女演员莉娜·丹恩的关系也影响了这首歌的抒情段落。一些评论家称赞这首歌以简单的歌词和制作来描绘爱情，但也有一些评论家认为这首歌没有实质内容。
坠入爱河是2019年斯威夫特的单曲情人的音樂錄影帶的灵感来源。在与大机器唱片就母带问题发生争议后，斯威夫特重录了这首歌曲，并收录于她的第四张重录专辑《1989 (重制版)》中。

## 背景与创作
在斯威夫特发布她的第四张录音室专辑《红》前，她一直被认为是一名乡村音乐家。《紅》在斯威夫特过去的乡村风格之外，还融入了流行和摇滚风格，这让评论家们开始质疑起斯威夫特的乡村歌手身份。斯威夫特在红巡回演唱会的亚洲部分期间完成了她第五张录音室专辑的制作，这张录音室专辑的灵感来自于20世纪80年代的合成器流行，因此斯威夫特以她的出生年份将这张专辑命名为《1989》，象征她艺术的再造，斯威夫特将这张专辑称作她的首张“正式的流行专辑”。在《1989》中，斯威夫特开始与一些包括杰克·安东诺夫在内的新的制作人合作，安东诺夫给《1989》写了三首曲目，其中就包括坠入爱河。安东诺夫首先给斯威夫特发送了坠入爱河的伴奏，随后斯威夫特为其填词。

## 音乐和歌词
坠入爱河是一首抒情歌曲，制作上以反复的合成器重复旋律组成，评论家认为这种旋律令人联想到布鲁斯·斯普林斯汀的音乐，《俄勒冈人报》的大卫·格林沃特（David Greenwalt）认为它与斯普林斯汀1993年的歌曲费城街道的合成器音调所呼应，而《偏锋杂志》的萨尔·辛夸尼（Sal Cinquemani）则认为这首歌可能受到了1995年的歌曲秘密花园的影响。这首歌的歌词以一个外来女性视角叙述，展现了一段富有成果的关系以及经历的意象（“闲聊”，“午夜的咖啡”以及“人行道上的亲吻”），歌词以构成诗句旋律的四音动机为背景。据斯威夫特称，这首歌的歌词灵感来自于安东诺夫与女演员莉娜·丹恩的关系，两人都是她的好友。邓纳姆称这首歌是她“有朝一日的婚礼歌曲”。

### 书目
- McNutt, Myles. . Communication, Culture and Critique. 2020, 13 (1): 72–91. doi:10.1093/ccc/tcz042.
- Perone, James E. . ABC-CILO. July 14, 2017: 65. ISBN 9781440852954.